# Pyrota mylabrina
Pyrota mylabrina är en skalbaggsart som beskrevs av Louis Alexandre Auguste Chevrolat 1834. Pyrota mylabrina ingår i släktet Pyrota och familjen oljebaggar. Inga underarter finns listade i Catalogue of Life.